# サプサン
サプサン（ロシア語: Сапсан（ハヤブサの意）、ドイツ語: Velaro RUS）はロシア鉄道の広軌 (1,520mm) 向けに導入されたシーメンス製高速鉄道車両ヴェラロシリーズの一種である。

## 概要
2006年5月19日にシーメンスは8編成の高速鉄道車両を30年間の整備請負とともにロシア鉄道から受注したことを発表した。契約額は6億ユーロで、車両はドイツ鉄道のICE 3をベースとし、車体はロシアの広軌規格に合わせて330mm拡幅し3,265mmとされた。4編成は直流3kVと交流25kV/50Hzの交直両用に対応している。1編成あたり10両で編成全体の長さは250m、定員600名である。
車両開発と製造はドイツのエアランゲンとクレーフェルトで行われ、直流3kVのみに対応した「EVS1」はモスクワ - サンクトペテルブルク間専用で、複電圧対応車「EVS2」はモスクワ - ニジニ・ノヴゴロド間でも走行できる。2009年5月2日に試験走行で281km/hのロシア記録を、同月7日には290km/hの最高速度を記録した。
2009年12月18日より、モスクワ - サンクトペテルブルク間において、最高速度250km/hで、1日3往復の営業運転を開始した。最速列車は両都市間を無停車で、従来よりも45分短縮の3時間45分で結んでいた。
2020年の時点で最速列車は3時間30分でモスクワ - サンクトペテルブルクを走破する。
2022年ロシアのウクライナ侵攻に伴い、西欧諸国がロシアに様々な経済制裁を発動。シーメンスもロシア事業から撤退を表明し、車両のメンテナンスが難しい状況となった。
将来、高速専用線が建設され、最高速度は330km/hへ引き上げられる予定である。

## ルート

ルート (地図)